# 2014年欧洲东南部洪灾
2014年南歐水災，是指2014年5月發生在巴爾幹半島（主要是塞爾維亞和波斯尼亞）的一系列水災。

## 受灾情况
塞尔维亚受灾最为严重，多个主要城市的中心区域被洪水淹没，山区还出现山体滑坡。波斯尼亚的塞尔维亚共和国被洪水淹没至瘫痪程度。克罗地亚东部及罗马尼亚南部出现人员伤亡。奥地利、保加利亚、匈牙利、意大利、波兰和斯洛伐克等国亦受到风暴的影响。

## 塞尔维亚
奥布雷诺阿茨城区受灾最为严重，估计90%的城区被洪水淹没。5月15日到16日夜间，偏南部山区的洪水拥进克鲁巴拉河，越过堤坝数米后淹没城市，出其不意地冲走当地居民。全城被迫疏散。5月18日，水位下降，疏散工作从水路转由陆路进行。截至5月20日，疏散人数超过3万人。
在塞尔维亚西部的克鲁帕尼，坐落着几条小河流，洪水引发了泥石流和山体滑坡，摧毁基础设施及数十栋民房。道路损毁使得该镇在未来三天内无法与外界联络，通往洛兹尼察的道路5月18日被切断。全市电力中断，水源受到污染，并存在山体滑坡等次生灾害。约500间房屋严重受损，约20间房屋被完全摧毁。瓦列沃一村庄被山体滑坡覆灭。波斯尼亚边境的德里纳河流域，连日暴雨引发山体滑坡，切断了通往数个村庄的道路。在小兹沃尔尼克，大量山泥倒入河流形成堰塞湖，危及城市及隔江相望的兹沃尔尼克。